# Cerodontha montanoides
Cerodontha montanoides är en tvåvingeart som beskrevs av Spencer 1981. Cerodontha montanoides ingår i släktet Cerodontha och familjen minerarflugor.
Artens utbredningsområde är Kalifornien. Inga underarter finns listade i Catalogue of Life.